# Penteusz
Penteusz – król Teb w mitologii greckiej. Był synem Echiona i Agawe, wnukiem Kadmosa.
Był przeciwny wprowadzeniu kultu Dionizosa do swego kraju i zakazał kobietom uczestnictwa w obrzędach dionizyjskich. Za radą boga, którego uwięził, ale nie poznał, przyglądał się obchodom ukryty w konarach drzew. Rozszalałe menady odkryły jego obecność i rozszarpały. Jego matka w radosnym upojeniu pobiegła z krwawiącą głową syna do domu, gdzie dopiero uświadomiła sobie okrucieństwo swego czynu.